# Henning Witte

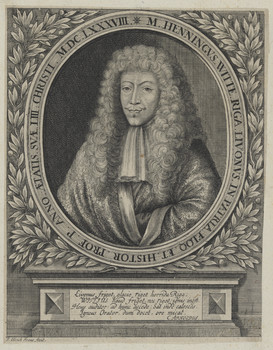
Henning Witte (Stich von Johann Ulrich Krauß 1688)

Henning Witte: Memoriae jurisconsulorum

Henning Witte (* 26. Februar 1634 in Riga; † 22. Januar 1696 ebenda) war ein deutsch-baltischer Pädagoge und Literaturhistoriker.

## Leben
Henning Witte war Sohn des angesehenen Kaufmanns und Ältesten der Großen Gilde in Riga Johann Witte, der Dithmarscher. Er studierte an der Universität Helmstedt und anderen deutschen Universitäten. Eine Akademische Reise in nach Holland, England und Schweden rundete seine Ausbildung ab und führte zu zahlreichen wissenschaftlichen Verbindungen und Korrespondenzen. Witte kehrte 1666 nach Riga zurück, wo er zunächst als Privatgelehrter wirkte und seine zahlreichen Veröffentlichungen verfasste. 1677 wurde er Professor der Beredsamkeit am Gymnasium in Riga und behielt diese Stellung bis zu seinem Tode bei.
Der Stadtarchivar von Riga und Verfasser der Ratslinie Rigas Johann Witte war sein älterer Bruder, der Stadtphysicus Nicolaus Witte war sein Cousin.

## Schriften
Die Schriften Wittes sind wegen der Vielzahl von Gelegenheits- und Lobschriften kaum übersehbar. Er ist im Projekt CAMENA mit Digitalisaten verzeichnet.
- Memoria praeclarorum in incluta Riga virorum, quos a solenni salvatoris natalitio ad Michaelis Archangeli festum anno 1657 saeva mors pestifera lue extinxit, Riga 1657
- Diarium biographicum, zwei Bände, Riga 1688 und 1691
- Memoriae, sieben Bände, Frankfurt 1674 bis 1685 (Sammlungen von Personalschriften), darunter:
  - Memoriae theologorum nostri saeculi clarissimorum renovatae …
  - Memoriae jurisconsultorum …
  - Memoriae medicorum …